# Milan Zgrablić
Milan Zgrablić (Pazin, 29 de agosto de 1960) é um clérigo croata e arcebispo católico romano de Zadar .

## Vida
Milan Zgrablić participou dos seminários para meninos em Pazin e Zadar. Em seguida, estudou no Instituto Teológico de Rijeka e, em 8 de junho de 1986, em Rovinj, recebeu o Sacramento da Ordem da Diocese de Poreč-Pula.
Depois de várias tarefas na pastoral paroquial e na formação de sacerdotes, além de diretor da casa episcopal, estudou na Pontifícia Universidade Gregoriana e obteve a licença em teologia espiritual em 1994. De 1994 a 1997 foi diretor da casa do colégio de Pazin e depois diretor da caridade diocesana por dez anos. De 2003 a 2019 foi responsável pela pastoral vocacional e juvenil diocesana. De 1997 a 2015 foi pároco em Rovinj e desde então é pároco da catedral de Poreč. A partir de 2008 dirigiu também o Instituto Diocesano de Assistência ao Clero. Ele também pertencia ao conselho pastoral, o conselho dos sacerdotes e o Colégio de Consultores da Diocese de Poreč-Pula.
O Papa Francisco o nomeou arcebispo coadjutor de Zadar em 7 de abril de 2022. O arcebispo de Zadar, Želimir Puljić, consagrou-o bispo em 25 de junho do mesmo ano na Catedral de Zadar. Os co-consagradores foram o Arcebispo de Split-Makarska, Dražen Kutleša, e o Bispo Emérito de Bispo Poreč-Pula, Ivan Milovan. Com a renúncia de Želimir Puljić em 14 de janeiro de 2023, ele o sucedeu como arcebispo de Zadar.